# La Couronne
La Couronne is een gemeente in het Franse departement Charente (regio Nouvelle-Aquitaine). De gemeente telde 7.759 inwoners op 1 januari 2022. De plaats maakt deel uit van het arrondissement Angoulême.

## Geschiedenis
De plaats ontstond door het samengroeien van verschillende kleine gehuchten rond de kerk van Saint-Jean de la Palud uit de 11e eeuw. In 1118 werd de augustijner Abdij Notre-Dame de La Couronne gesticht met de steun van de bisschoppen en de graven van Angoulême. In 1562 tijdens de godsdienstoorlogen werd de abdij geplunderd. De abdij werd gesloten en verkocht als nationaal goed na de Franse Revolutie. De abdijkerk werd deels afgebroken voor bouwmateriaal.
De plaats werd na de Franse Revolutie een gemeente onder de naam La Palud. In 1810 werd dit La Couronne.

## Geografie
De oppervlakte van La Couronne bedroeg op 1 januari 2022 28,82 vierkante kilometer; de bevolkingsdichtheid was toen 269,2 inwoners per km².
De gemeente ligt in een laaggelegen, van oorsprong moerassig gebied.
De onderstaande kaart toont de ligging van La Couronne met de belangrijkste infrastructuur en aangrenzende gemeenten.

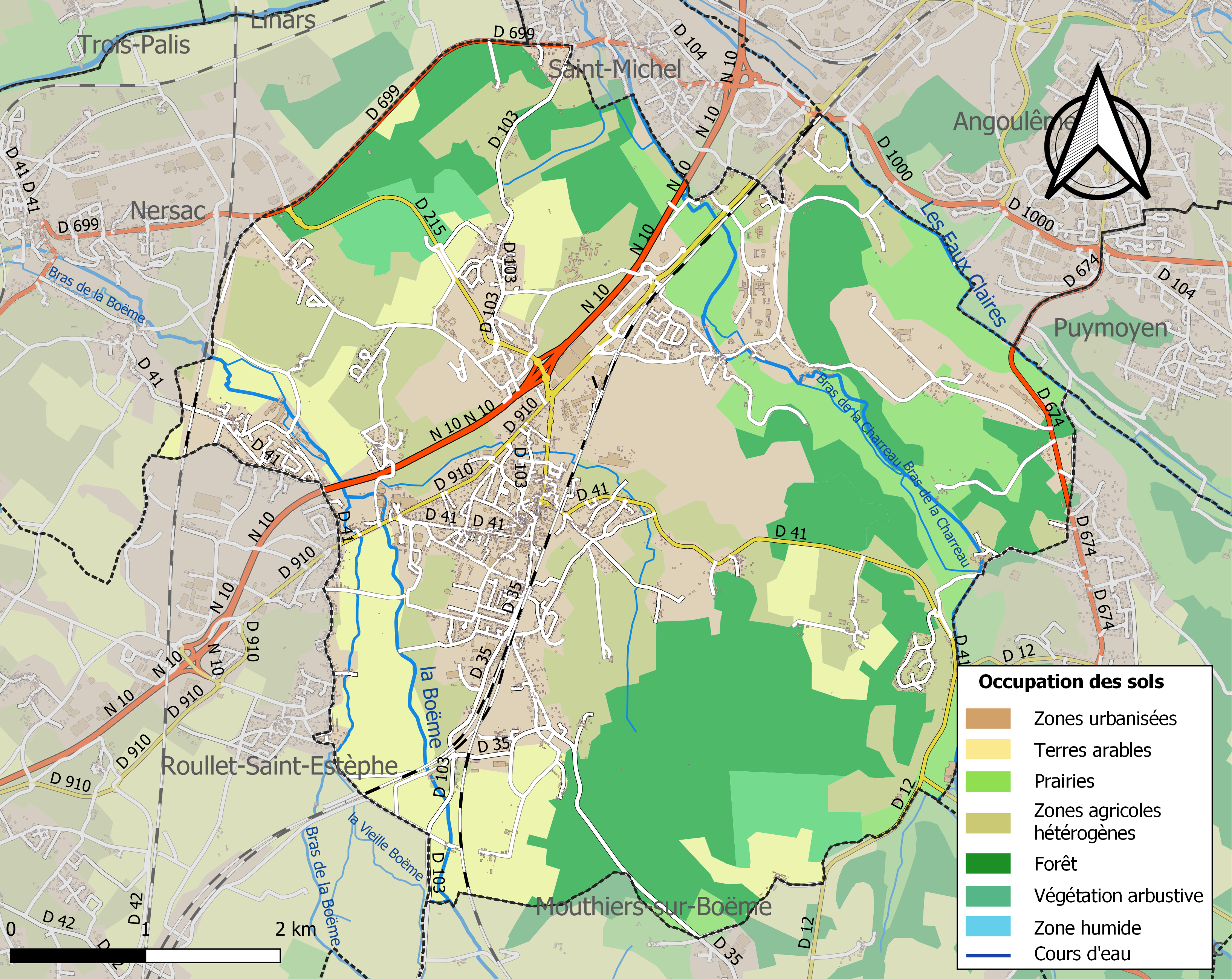

## Verkeer
In de gemeente ligt de spoorweghalte La Couronne.

## Demografie
Onderstaande figuur toont het verloop van het inwonertal (bron: INSEE-tellingen).

## Bezienswaardigheden
- Kasteel van l'Oisellerie
- Abdij Notre-Dame de La Couronne
- Kerk Saint-Jean-Baptiste (12e eeuw)
- Marie Curieschool (1934), art-decogebouw ontworpen door Roger Baleix